# الفيضانات في تونس

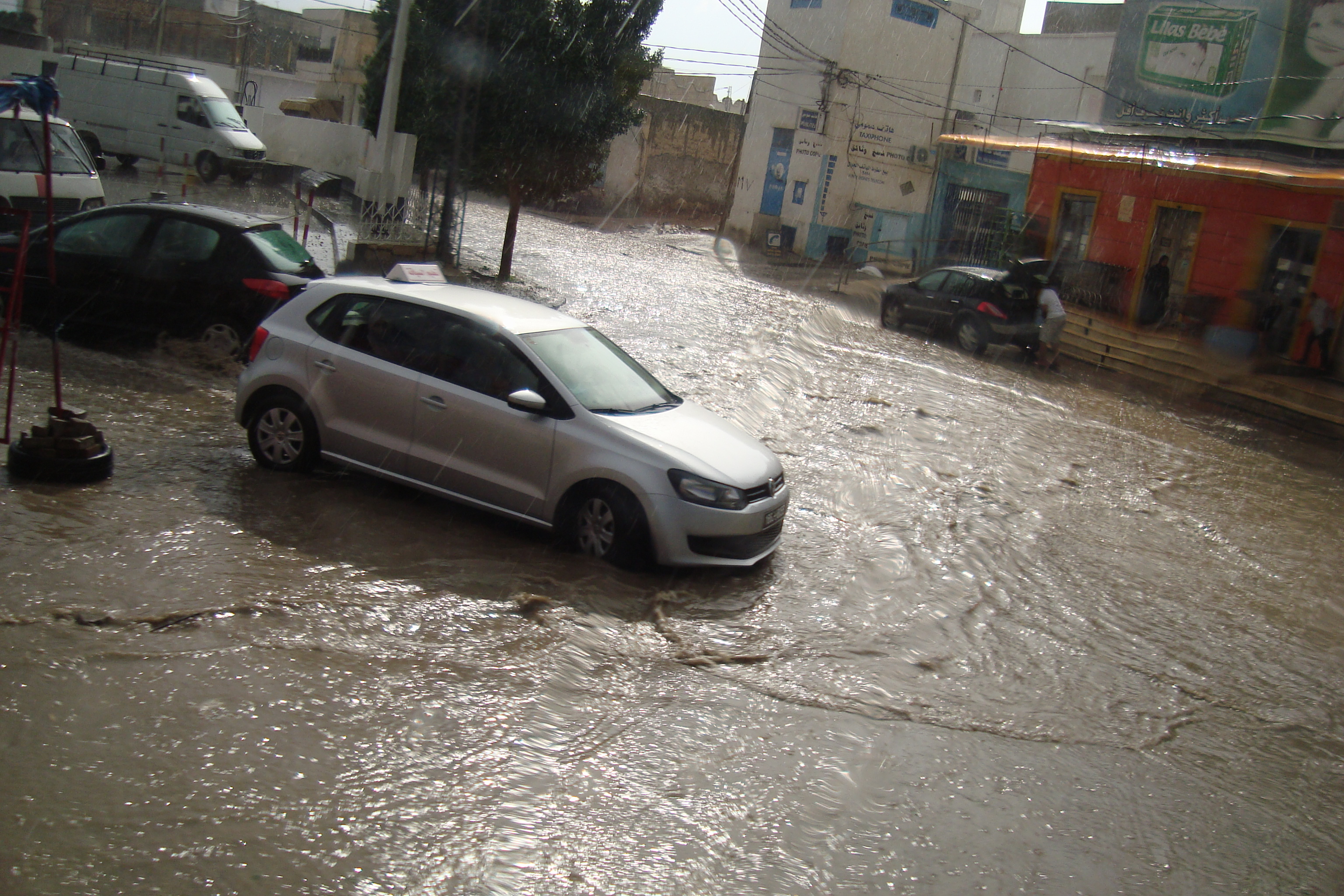
فيضانات شديدة في تونس بعد هطول أمطار غزيرة

تحدث الفيضانات في تونس غالبًا بسبب الأمطار الغزيرة، وخاصة خلال فصل الشتاء، مما يؤدي إلى فيضانات المجاري المائية مثل وادي مرق الليل، ووادي الحجر، ووادي الحطاب.
ووفقًا لبيانات المعهد الوطني للأرصاد الجوية في تونس، فقد شهدت البلاد أمطار غزيرة. في مارس 2022، وشهدت بعض المناطق تجمع للأمطار يصل إلى 120 مم على مدى أربعة أيام، أي أنه يتجاوز ضعف متوسط سقوط الأمطار الشهري. تشير التحليلات الإحصائية إلى أن الفيضانات مسؤولة عن ما يقرب من 60٪ من إجمالي الخسائر الاقتصادية المرتبطة بالكوارث في تونس من عام 1957 إلى 2018. حيث تأثر أكثر من 560 ألف شخص بأحداث الفيضانات خلال هذه الفترة.

## قائمة الفيضانات

### فيضانات سبتمبر 2020
- في سبتمبر 2020، تسببت الأمطار الغزيرة في حدوث فيضانات مفاجئة في العديد من المدن والبلدات التونسية؛ منهم المنستير وسوسة والمهدية وتونس. حيث بلغ إجمالي كمية الأمطار 47.8 مم في المنستير و 89 مم في القيروان خلال 24 ساعة.[4]
- تسببت هذه الفيضانات في ارتفاع منسوب المياه إلى أكثر من متر، ما أدى إلى إغلاق الطرقات وأضرار في المباني.
- وفقًا لوكالة الدفاع المدني التونسية، فقد أسفرت الفيضانات عن مقتل ستة أشخاص على الأقل،[5][6][7] وتأثر أكثر من 40 ألف شخص، مما أدى إلى النزوح وفقدان الممتلكات.[8][9]